# Lashana Lynch
Lashana Rasheda Lynch (Londra, 27 novembre 1987) è un'attrice britannica.

## Biografia
Lynch è di origini giamaicane ed è nata nel quartiere di Hammersmith a Londra. Si è diplomata al corso di recitazione presso la scuola di arte drammatica ArtsEd di Londra. Lynch ha fatto il suo debutto cinematografico nel film drammatico del 2012 Fast Girls. Successivamente ha recitato nella miniserie televisiva della BBC The 7.39. In televisione, è apparsa nelle serie televisive Testimoni silenziosi e Delitti in Paradiso.
Nel 2016 è stata scelta come protagonista, nel ruolo di Rosaline Capulet, nella serie drammatica Still Star-Crossed, prodotta da Shonda Rhimes. Nel 2019 ha interpretato il ruolo del pilota di caccia Maria Rambeau, nonché amica della protagonista, nel film del Marvel Cinematic Universe Captain Marvel. Lynch è stata inoltre scritturata per il ruolo di Nomi in No Time to Die, 25º film su James Bond uscito nel 2021.

## Filmografia

### Cinema
- Fast Girls, regia di Regan Hall (2012)
- Powder Room, regia di MJ Delaney (2013)
- Brotherhood, regia di Noel Clarke (2016)
- Captain Marvel, regia di Anna Boden e Ryan Fleck (2019)
- No Time to Die, regia di Cary Fukunaga (2021)
- Ear for Eye, regia di Debbie Tucker Green (2021)
- Doctor Strange nel Multiverso della Follia (Doctor Strange in the Multiverse of Madness), regia di Sam Raimi (2022)
- The Woman King, regia di Gina Prince-Bythewood (2022)
- Matilda The Musical di Roald Dahl, regia di Matthew Warchus (2022)
- The Marvels, regia di Nia DaCosta (2023)
- Bob Marley - One Love, regia di Reinaldo Marcus Green (2024)

### Televisione
- Metropolitan Police (The Bill) – serie TV, 1 episodio (2007)
- Testimoni silenziosi (Silent Witness) – serie TV, 2 episodi (2013)
- The 7.39, regia di John Alexander – miniserie TV (2014)
- Atlantis – serie TV, 1 episodio (2014)
- Delitti in Paradiso (Death in Paradise ) – serie TV, episodio 4x06 (2015)
- Crims – serie TV, 5 episodi (2015)
- Doctors – serial TV, 2 puntate (2016)
- Still Star-Crossed – serie TV, 7 episodi (2017)
- Bulletproof – serie TV, 6 episodi (2018)
- The Day of the Jackal – serie TV, 10 episodi (2024)

## Riconoscimenti
- BAFTA
  - 2022 – Miglior stella emergente
- Critics' Choice Super Awards
  - 2022 – Candidatura alla miglior attrice in un film d'azione per No Time to Die
  - 2025 – Candidatura alla miglior attrice in una serie d'azione The Day of the Jackal
- NAACP Image Awards
  - 2023 – Candidatura alla miglior attrice non protagonista cinematografica per The Woman King
  - 2025 – Candidatura alla miglior attrice in un film per Bob Marley - One Love
- Screen Actors Guild Awards
  - 2025 – Candidatura al miglior cast in una serie drammatica per The Day of the Jackal

## Doppiatrici italiane
Nelle versioni in italiano delle opere in cui ha recitato, Lashana Lynch è stata doppiata da:
- Eva Padoan in Captain Marvel, Doctor Strange nel Multiverso della Follia, The Marvels, Bob Marley - One Love, The Day of the Jackal
- Chiara Gioncardi in No Time to Die, The Woman King, Matilda[2]
- Letizia Scifoni in Delitti in Paradiso
- Perla Liberatori in The 7.39
- Eleonora Reti in Bulletproof